# Palaeophylia nigritarsis
Palaeophylia nigritarsis es una especie de insecto coleóptero de la familia Chrysomelidae.
Fue descrita científicamente en 1891 por Jacoby.